# Бігосовська сільська рада
55°49′55″ пн. ш. 27°44′26″ сх. д. / 55.83194° пн. ш. 27.74056° сх. д.
Біго́совська сільська рада (біл. Біго́саўскі сельсавет) — адміністративно-територіальна одиниця у складі Верхньодвінського району, Вітебської області Білорусі. Адміністративний центр сільської ради — агромістечко Бігосове.

## Розташування
Бігосовська сільська рада розташована у північній частині Білорусі, на північному заході Вітебської області, на захід — північний захід від обласного центру Вітебськ та районного центру Верхньодвінськ.
Територією сільради протікає річка Західна Двіна із своєю правою притокою Росицею. Найбільше озеро на території сільради, розташоване на кордоні із Латвією — Максимове (0,4 км²).

## Історія
Сільська рада була створена 20 серпня 1924 року у складі Дрисенського району Полоцької округи (БРСР) і знаходилась там до 26 липня 1930 року. В 1930 році округа була ліквідована і рада у складі Дрисенського району перейшла у пряме підпорядкування БРСР. З 21 червня 1935 року сільрада передана до складу утвореного Полоцького прикордонного округу. З 20 лютого 1938 року, після ліквідації округу і утворення Вітебської області (15 січня 1938), разом із Дрисенським районом, увійшла до її складу. З 20 вересня 1944 по 8 січня 1954 років перебувала у складі Полоцької області.
25 грудня 1962 року у зв'язку з перейменуванням міста Дриса у Верхньодвінськ район також був перейменований у Верхньодвінський.
8 квітня 2004 року із складу сільради були виведені населені пункти, які перебували у межах колишнього радгоспу «Росиця» і передані до складу Сар'янської сільської ради.

## Склад сільської ради
До складу Бельковщинської сільської ради входить 24 населених пункти:
| - Баліни — село. - Бігосове — агромістечко. - Борейки — село. - Григорівщина — село. - Даньки — село. - Жукове — село. - Каменці — село. - Картеневе — село. | - Ковалівщина — село. - Морози — село. - Новики — село. - Нове Село — село. - Опитна — село. - Павлюки — село. - Спруги — село. - Стакли — село. | - Сумки — село. - Сушки — село. - Тинковці — село. - Цингелі — село. - Чурилове — село. - Шавелки — село. - Шармухи — село. - Юльянове — село. |

Населені пункти, які раніше існували на території сільської ради і зняті з обліку:
- Ворзове
- Кривосельці
- Липовки
- Росиця